# Robert Willan
Robert Willan (Craven, 12 novembre 1757 – Funchal, 7 aprile 1812) è stato un medico inglese, ricordato come il padre della dermatologia moderna.

## Biografia
Robert Willan nacque a Hill, una fattoria in pietra vicino a Sedberg, una cittadina nel distretto non metropolitano di Craven nel North Yorkshire, da una famiglia quacchera che viveva lì da sei generazioni.
Nel 1777 entrò all'Università di Edimburgo, poiché a causa del suo status di quacchero non era stato ammesso né a Oxford né a Cambridge.
Nel 1781 iniziò a esercitare la professione di medico a Darlington.
Nel 1783 tornò a Londra e iniziò a lavorare come assistente medico generico presso il Carey Street Dispensary, un sistema di assistenza finalizzato alla cura delle persone socialmente svantaggiate. Svolse questa attività fino al 1803.
Nel 1785 entrò nel Royal College of Physicians. In questo periodo pubblicò la sua prima classificazione delle malattie della pelle, opera che difese nel 1790 davanti alla Medical Society di Londra, ottenendo la medaglia d'oro Forthergillian .
Nel 1800 sposò Mary Scott, la vedova di un medico, da cui ebbe un figlio
Nel 1802 aprì il Fever Institution (che in seguito sarebbe diventato un ospedale), con quindici posti letto.
Nel 1812 viaggiò a Madera, affetto da una malattia polmonare, e morì a Funchal, in Portogallo, all'età di 55 anni.

## Rilevanza in dermatologia
La classificazione delle malattie della pelle di Willan non fu un lavoro senza precedenti, poiché Joseph Jakob von Plenck, noto medico austriaco, aveva già svolto un lavoro simile nel 1776. Tuttavia, egli fornì una nomenclatura con una definizione rigorosa dei termini, tale da poter essere utilizzata senza confusione dai medici per riferirsi alle malattie della pelle.
Nella sua pubblicazione Descrizione e trattamento delle malattie cutanee (1798) descrisse quattro ordini di malattie della pelle: papule, squame, esantemi e bolle. Successivamente raccolse queste informazioni nell'opera Sulle malattie cutanee (1808).
Nelle sue pubblicazioni, Willam descrisse i tipi di prurito, psoriasi, micosi, eritemi, ittiosi, varicella e vaiolo. Le sue dettagliate descrizioni morfologiche erano accompagnate da illustrazioni a colori, motivo per cui la sua opera è considerata il primo atlante di dermatologia nella storia della medicina.
La sua influenza sulla dermatologia è riconosciuta da tutti gli autori che si sono dedicati all'argomento, un esempio del quale è l'uso del termine willanismo per riferirsi al suo sistema di classificazione. L'anno in cui pubblicò questo sistema, il 1798, è considerato l'anno di fondazione della specializzazione della dermatologia. La sua importanza è tale da essere considerato il primo dermatologo, il padre della dermatologia